# Kromann Reumert
Kromann Reumert er et af Danmarks største advokatfirma med ca. 550 medarbejdere, hvoraf ca. 300 er jurister (advokater eller advokatfuldmægtige). Virksomheden har kontorer i København, Aarhus og London.
Kromann Reumert blev dannet i 2000 ved en fusion af Kromann & Münter samt Reumert & Partnere. Kromann & Münter  var resultatet af en tidligere fusion mellem to københavnske firmaer "Kromann, Nørregaard Friis" og "Erik Münter". I begyndelsen af 1990'erne fusionerede Kromann & Münter med det århusianske firma Storm Mortensen og blev dermed indehaver af Jyllands største advokatfirma.
Virksomheden henvender sig primært til erhvervskunder og har specialafdelinger inden for alle erhvervsretlige områder.